# Silvano (nome)
Silvano  è un nome proprio di persona italiano maschile.

## Varianti
- Femminili: Silvana[2][3]

### Varianti in altre lingue
- Francese: Sylvain[1]
- Francese antico: Seleuin[4]
- Greco biblico: Σιλουανός (Silouanos)[1][5], Σιλβανός (Silvanos)
  - Ipocoristici: Σίλας (Silas)[1][5]
- Inglese: Sylvanus[1]
- Latino: Silvanus[1][3][5]
- Polacco: Sylwan
- Sloveno: Silvan
- Tedesco: Silvan
- Ungherese: Szilvánusz

## Origine e diffusione

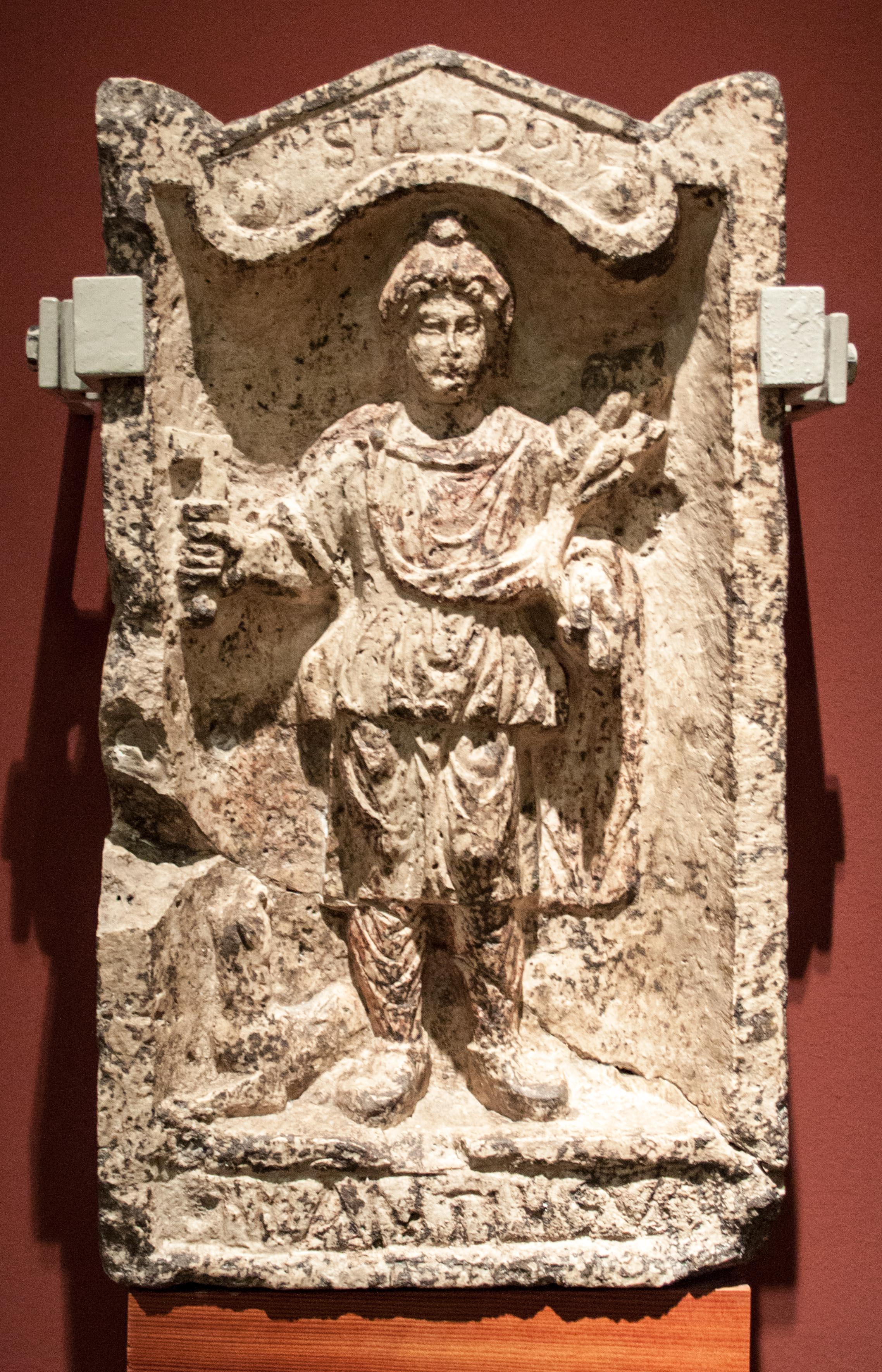
Scultura votiva raffigurante il dio romano Silvano

Deriva dal nome latino Silvanus, basato sull'omonimo aggettivo, col significato di "silvano", "silvestre", "che vive nella selva", "che proviene dalla selva" (in quanto basato su silva, "selva", "bosco"). Allo stesso termine sono riconducibili anche i nomi Silvio, Silverio, Selvaggio e Silvestro, che hanno quindi significato analogo a Silvano.
Il nome è presente sia nella mitologia romana, dove Silvano è il dio delle foreste, che nel Nuovo Testamento, dove è portato da Silvano, chiamato anche con il nome "Silas" (probabilmente un'abbreviazione), uno dei compagni di viaggio di Paolo. Dalla forma francese antica Seleuin, inoltre, potrebbe derivare il nome inglese Selwyn.

## Onomastico
Numerosi santi hanno portato questo nome; l'onomastico può essere festeggiato in una qualsiasi delle date seguenti:
- 6 febbraio, san Silvano di Emesa, vescovo e martire[9]
- 10 febbraio, san Silvano di Terracina, vescovo[9]
- 4 maggio, san Silvano di Gaza, vescovo e martire con trentanove altri compagni nelle miniere di Mismiyā, in Palestina[9]
- 10 luglio, san Silvano, martire con san Bianore in Pisidia[9]
- 10 luglio, san Silvano (o Silano), martire venerato a Romagnano Sesia (forse uno dei figli di santa Felicita)[9]
- 13 luglio, san Silvno o Sila, discepolo degli Apostoli[9]
- 21 agosto, san Silvano, martire in Friuli[3]
- 4 settembre, san Silvano, fanciullo martire con Silvano e Vitalico ad Ankara[3]
- 22 settembre, san Silvano di Levroux, confessore presso Bourges[2][3][9]
- 24 settembre, san Silvano del Monte Athos, asceta e monaco ortodosso[9]
- 2 dicembre, san Silvano, vescovo in Frigia[3]

## Persone

Silvano Fedi

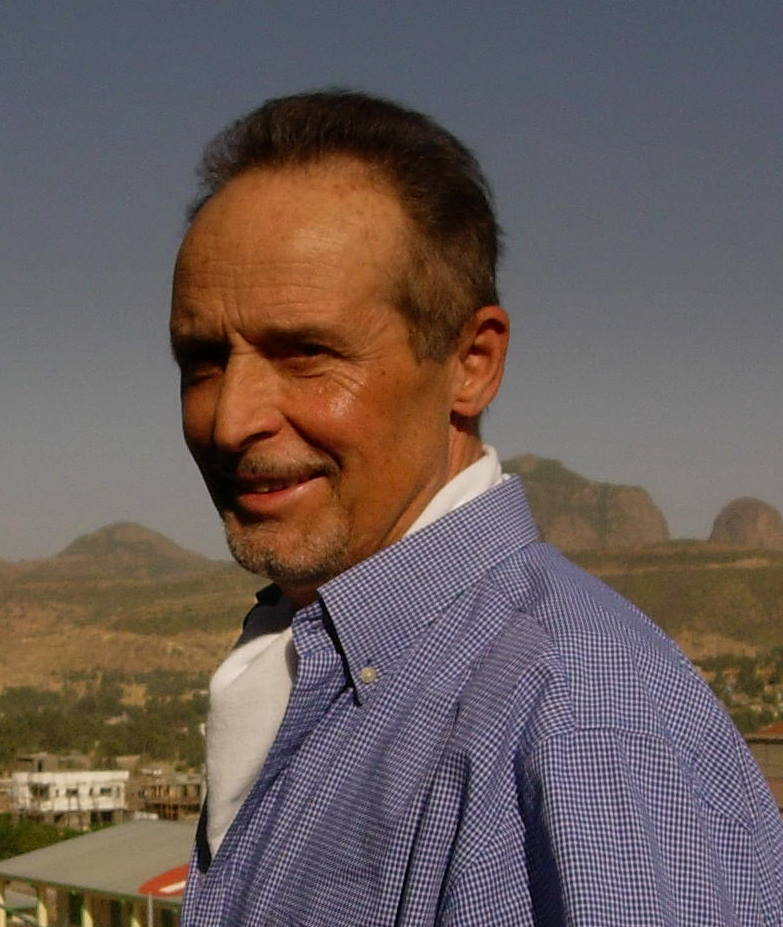
Silvano Girotto

- Silvano, ufficiale dell'Impero romano sotto Gallieno
- Silvano del Monte Athos, monaco, mistico e santo russo
- Claudio Silvano, usurpatore romano
- Silvano Abbà, pentatleta e militare italiano
- Silvano Agosti, regista, sceneggiatore, produttore cinematografico, scrittore e poeta italiano
- Silvano Bassetti, politico e architetto italiano
- Silvano Contini, ciclista su strada italiano
- Silvano Fedi, partigiano, anarchico e antifascista italiano
- Silvano Girotto, religioso e guerrigliero italiano
- Silvano Montevecchi, vescovo cattolico italiano
- Silvano Piovanelli, cardinale e arcivescovo cattolico italiano
- Silvano Prandi, pallavolista e allenatore di pallavolo italiano
- Silvano Raggio Garibaldi, calciatore italiano

### Variante Silvan
- Mago Silvan, illusionista italiano
- Silvan Aegerter, calciatore svizzero
- Silvan Gastone Ghigi, pittore e scultore italiano
- Silvan Widmer, calciatore svizzero
- Silvan Zurbriggen, sciatore alpino svizzero

### Variante Sylvain

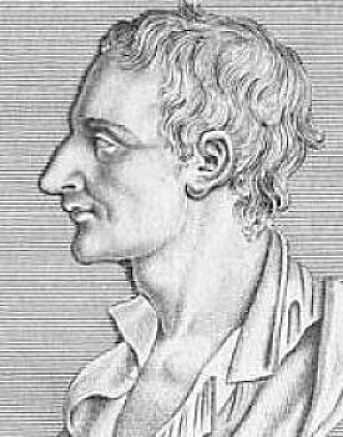
Sylvain Maréchal

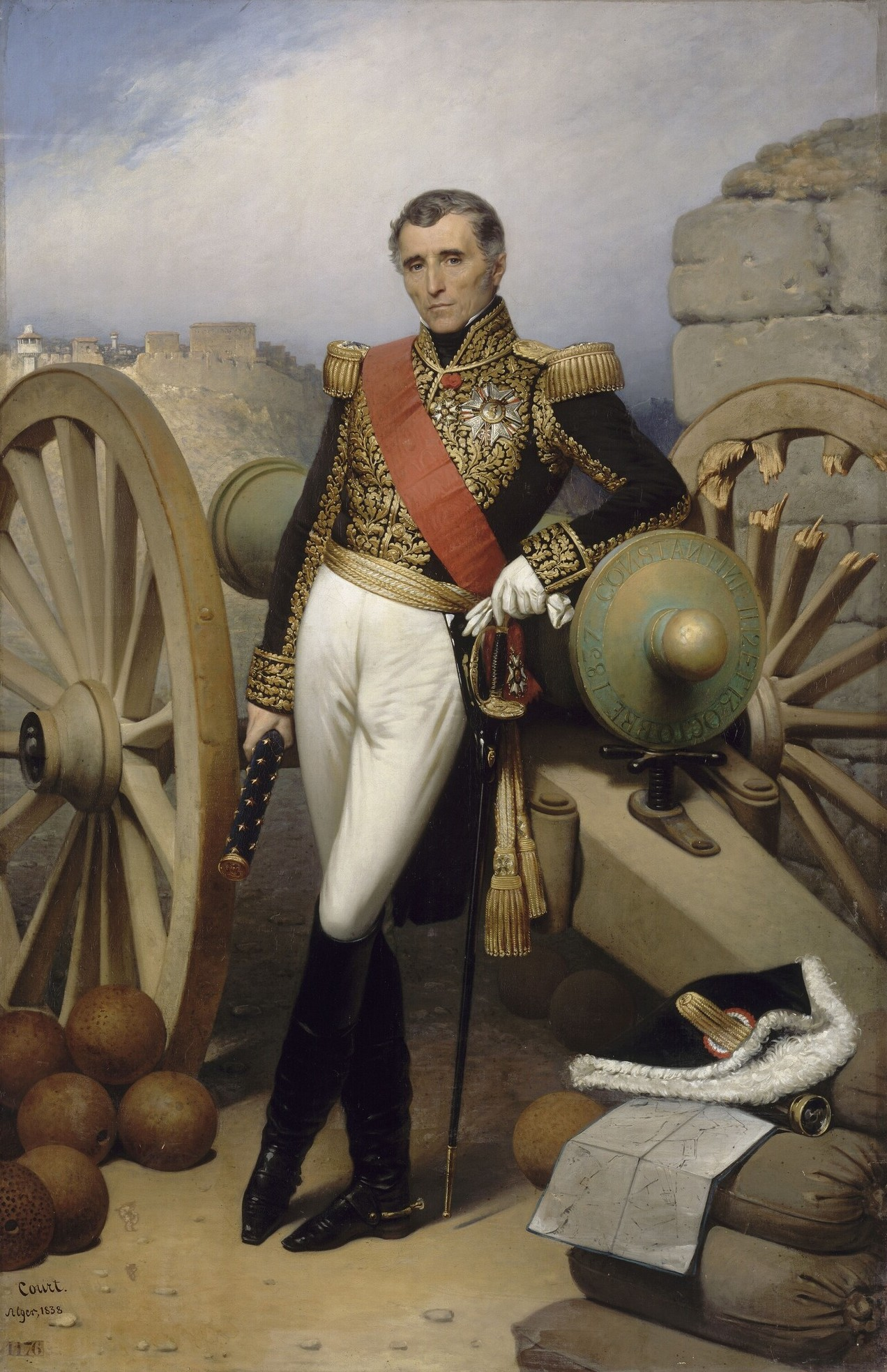
Sylvain Charles Valée

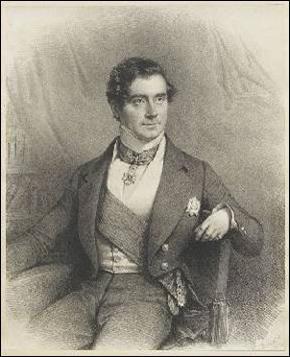
Sylvain Van de Weyer

- Sylvain Julien Victor Arend, astronomo belga
- Sylvain Armand, calciatore francese
- Sylvain Bidart, pilota motociclistico francese
- Sylvain Calzati, ciclista su strada francese
- Sylvain Cambreling, direttore d'orchestra francese
- Sylvain Chavanel, ciclista su strada francese
- Sylvain Chomet, animatore, scrittore e regista francese
- Sylvain Distin, calciatore francese
- Sylvain Freiholz, saltatore con gli sci svizzero
- Sylvain Grenier, wrestler canadese
- Sylvain Guillaume, combinatista nordico francese
- Sylvain Guintoli, pilota motociclistico francese
- Sylvain Kastendeuch, calciatore francese
- Sylvain Legwinski, calciatore francese
- Sylvain Lévi, storico delle religioni, orientalista e filologo francese
- Sylvain Marchal, calciatore francese
- Sylvain Marconnet, rugbista a 15 francese
- Sylvain Maréchal,  scrittore, poeta e agitatore politico francese
- Sylvain Marveaux, calciatore francese
- Sylvain Monsoreau, calciatore francese
- Sylvain N'Diaye, calciatore senegalese
- Sylvain Saudan, scialpinista e alpinista svizzero
- Sylvain Sudrie, triatleta francese
- Sylvain Sylvain, chitarrista statunitense
- Sylvain Tesson, scrittore e viaggiatore francese
- Sylvain Turgeon, hockeista su ghiaccio canadese
- Sylvain Charles Valée, generale francese
- Sylvain Van de Weyer, politico belga
- Sylvain White, regista francese
- Sylvain Wiltord, calciatore francese

### Altre varianti
- Sylvano Bussotti, compositore e artista italiano
- Sylvanus Morley, archeologo statunitense
- Sylvanus Olympio, politico togolese

## Il nome nelle arti
- Silvano è un personaggio dell'omonima opera lirica di Pietro Mascagni.
- Silvanus è un personaggio dell'ambientazione fantasy Forgotten Realms.
- Silvano Rogi è un personaggio della serie televisiva Camera Café.
- Silvano è il titolo di una canzone di Enzo Jannacci.